# Златобанк

Бізнес-центр «Леонардо» у Києві, у якому розташовувався головний офіс Златобанку

Златобанк — колишній український банк, заснований у 2008 році, головний офіс розташовувався у м. Київ. Станом на 1 липня 2014 року загальні активи банку становили 7,909 млрд. грн., за їх величиною Златобанк займав 27-е місце серед усіх 173 банків України. Входив до другої групи "Великих банків" за класифікацією НБУ.
Станом на кінець 2013 року регіональна мережа Златобанку налічувала 69 дирекцій та відділень, з них 26 Регіональних дирекцій та 42 відділення. На кінець 2013 року клієнтами Златобанку були 115 тис. осіб. Банк був лідером в Україні з випуску платіжних карток системи American Express. Загальна кількість карток емітованих Златобанком становила 102 тис. Чистий прибуток Златобанку у 2013 році склав 1,783 млн грн.
13 лютого 2015 року, НБУ визнав Златобанк неплатоспроможним та ввів у нього тимчасову адміністрацію. 15 травня того ж року, НБУ ухвалив рішення про ліквідацію банку.

## Історія
2008
- 12 травня: Відкрите акціонерне товариство «ЗЛАТОБАНК» зареєстроване як юридична особа в єдиному державному реєстрі юридичних осіб та фізичних осіб-підприємців.
- 3 липня: Національним Банком України ВАТ «ЗЛАТОБАНК» видана банківська ліцензія на всі види банківських операцій.

2009
- 16 липня: Здійснено державну реєстрацію нової редакції статуту АТ «ЗЛАТОБАНК».
- 3 серпня: Рішенням акціонерів Банку залучений субординований борг 12 млн. доларів США.
- 10 вересня: Акції банку допущено до обігу на ПФТС (ПрАТ «Фондова біржа ПФТС»).

2010
- 29 липня: Рейтинговим агентством «Кредит-Рейтинг» прийнято рішення про визначення кредитного рейтингу АТ «ЗЛАТОБАНК» uaBBB стабільний («UaBBB» відповідно національної рейтингової шкали).
- 8 грудня: АТ «ЗЛАТОБАНК» - найкращий банк за динамікою розвитку згідно з рейтингом «Топ-100. Ефективні компанії України».
- 15 грудня: Валюта балансу АТ «ЗЛАТОБАНК» перевищила 2 мільярди гривень.
- 16 грудня: Рішенням акціонерів банку залучений субординований борг 6,781 млн. доларів США.

2011
- 11 березня: Агентство «Кредит-Рейтинг» підтвердило позицію банку на попередньому рівні uaBBB з прогнозом «Стабільний».
- 16 травня: Аудиторська компанія «Ернст енд Янг» третій рік поспіль підтвердила звітність банку відповідно МСФЗ.
- 1 липня: American Express розпочав співпрацю з АТ «ЗЛАТОБАНК».
- 5 жовтня: АТ «ЗЛАТОБАНК» отримало свідоцтво на реєстрацію фірмового логотипу та салогана.
- 23 листопада: АТ «ЗЛАТОБАНК» долучився до сервісу миттєвих платежів Portmone.com.

2012
- 12 березня: ЗЛАТОБАНК увійшов до числа банків - партнерів Німецько-українського фонду.
- 15 березня: Компанія Servus Systems Integration встановила перший банкомат виробництва Nautilus Hyosung в АТ «ЗЛАТОБАНК».
- 28 березня: "Кредит-Рейтинг"підтвердив рейтинг АТ "ЗЛАТОБАНК" на рівні  uaBBB +.
- 20 липня: ЗЛАТОБАНК спільно з процесинговим центром “Українська Фінансова Мережа“ запустив сервіс мобільного банкінгу.
- 24 липня: АТ «ЗЛАТОБАНК» повідомляє про початок роботи власного Контакт-центру.
- 25 липня: АТ «ЗЛАТОБАНК» уклав договір про співпрацю з LandesBank Berlin.
- 2 серпня: ЗЛАТОБАНК отримав Свідоцтво про реєстрацію випуску акцій.
- 6 вересня: ЗЛАТОБАНК запустив систему віддаленого доступу Home-банкінг.

2013
- 28 лютого - АТ "ЗЛАТОБАНК" зайняв 7 місце в рейтингу 10 найшвидкозростаючих банків України , який склав журнал Forbes.
- 18 квітня - АТ "ЗЛАТОБАНК" зайняв 20 - е місце рейтингу 75 найнадійніших банків України.
- 9 липня - АТ "ЗЛАТОБАНК" лауреат конкурсу « Банк, якому довіряють - 2013».
- 8 серпня - АТ "ЗЛАТОБАНК" отримав Свідоцтво про реєстрацію випуску акцій.

2014
- 15 січня - ЗЛАТОБАНК отримав статус члена Фондової Біржі «ПЕРСПЕКТИВА».
- 28 січня - ЗЛАТОБАНК отримав свідоцтво про реєстрацію випуску акцій на загальну суму 80 мільйонів гривень.
- 23 квітня - ЗЛАТОБАНК став лауреатом премії UKRAINIAN BANKER AWARDS 2013 у номінації «Найдинамічні банки», а також увійшов до трійки переможців у номінації «Найкращий регіональний банк».
- 20 травня - ЗЛАТОБАНК увійшов до ТОП 20 найприбутковіших банків України.
- 16 червня - Процесинговий центр «ЗЛАТО» успішно пройшов аудит і отримав Сертифікат відповідності вимогам PCI DSS.

2015
- 13 лютого - Постановою Правління Національного банку України ЗЛАТОБАНК віднесений до категорії неплатоспроможних.

2021 
18 листопада 2021 року, Верховний Суд України відхилив касаційну скаргу кредиторів "Златобанку" і підтвердив законність процедури його ліквідації. Кредитор банку подавав апеляцію на постанову Північного апеляційного господарського суду від 14 січня 2021 року. В НБУ розповіли, що таке рішення свідчить про остаточне повернення АТ "Златобанк" в управління Фонду гарантування вкладів та правомірність подальшого застосування процедури припинення діяльності. Постанова Верховний Суд України є остаточною та оскарженню не підлягає.

### Членство в організаціях
- Незалежна асоціація банків України (НАБУ)
- Асоціація «Українські фондові торговці»
- Асоціація «УкрСВІФТ»
- Асоціація «Фондове Партнерство»
- Професійна асоціація реєстраторів і депозитаріїв (ПАРД)
- Міжнародна система SWIFT (Society for Worldwide Interbank Financial Telecommunication)
- Фондова Біржа «ПЕРСПЕКТИВА»
- Фонд гарантування вкладів фізичних осіб
- VISA International Service Association
- Платіжна система УкрКарт
- Німецько-Український фонд

## Власники
Офіційно власником 97,94% акцій є Якіменко О.А., решта 2,06% належали Якименко О.В.
За даними сайту «Наші Гроші», кінцевим власником Златобанку був український бізнесмен Леонід Юрушев (засновник ліквідованого у 2014 році банку «Форум»), бізнес-партнерами якого є Рінат Ахметов і колишній міністр оборони Павло Лебедєв.